# Ezüst Medve díj a legjobb színésznek
A legjobb színésznek járó Ezüst Medve díj (németül: Silberne Bär für den besten Darsteller) a Berlini Nemzetközi Filmfesztivál 1956 és 2020 között kiosztott filmművészeti elismerése volt, amelyet annak a színésznek ítélték oda, aki a hivatalos válogatás Arany Medvéért versenyző nagyjátékfilmjei egyikében kiemelkedő alakítást nyújtott – függetlenül attól, hogy fő- vagy mellékszerepről volt szó. A díjazott személyéről a rendezvény nemzetközi filmes szaktekintélyekből álló zsűrije döntött.
Az díjat első alkalommal 1956-ban, a 6. fesztiválon, utoljára pedig 2020-ban, a 70. Berlinalén osztották ki.
2021-ben az elismerés odaítélését ebben a formában – a legjobb színésznő díjjal együtt – beszüntették, helyettük két gendersemleges díjat hoztak létre legjobb főszereplő és legjobb mellékszereplő elnevezéssel.

A díj történetének 65 éve alatt a nemzetközi zsűri három alkalommal döntött úgy (1969, 1973 és 1974), hogy senkinek sem ítéli oda a díjat. 1970-ben elmaradt a díjazás, mivel a filmfesztivál félbeszakadt a hivatalos válogatás egyik alkotása, a német Michael Verhoeven o.k. című háborúellenes filmdrámája körül kialakult, s végül a zsűri lemondásához vezetett vita miatt. 2011-ben a Nader és Simin – Egy elválás története teljes férfi szereplőgárdája átvehette az elismerést.
A díjat leggyakrabban amerikai filmszínészek vehették (20 alkalommal), őket francia (7) és német (NSZK, NDK) kollégáik (6) követték. Kétszer volt díjazott az amerikai Sidney Poitier (1958 és 1963), valamint Denzel Washington (1993 és 2000), illetve a francia Jean Gabin (1959 és 1971) és a spanyol Fernando Fernán Gómez (1977 és 1985). Pedro Infante mexikói színész 1957-ben posztumusz címen nyerte el a díjat.

## Díjazottak
| Év   | Díjazott                                             | Magyar cím                                           | Eredeti cím                                          |
| ---- | ---------------------------------------------------- | ---------------------------------------------------- | ---------------------------------------------------- |
| 1956 | Burt Lancaster                                       | Trapéz                                               | Trapeze                                              |
| 1957 | Pedro Infante                                        | N/A                                                  | Tizoc (Amor indio)                                   |
| 1958 | Sidney Poitier                                       | A megbilincseltek                                    | The Defiant Ones                                     |
| 1959 | Jean Gabin                                           | Archimédes, a csavargó                               | Archimède le clochard                                |
| 1960 | Fredric March                                        | Aki szelet vet                                       | Inherit the Wind                                     |
| 1961 | Peter Finch                                          | N/A                                                  | No Love for Johnnie                                  |
| 1962 | James Stewart                                        | Mr. Hobbs szabadságra megy                           | Mr. Hobbs Takes a Vacation                           |
| 1963 | Sidney Poitier                                       | Nézzétek a mező liliomait                            | Lilies of the Field                                  |
| 1964 | Rod Steiger                                          | A zálogos                                            | The Pawnbroker                                       |
| 1965 | Lee Marvin                                           | Cat Ballou legendája                                 | Cat Ballou                                           |
| 1966 | Jean-Pierre Léaud                                    | Hímnem-nőnem                                         | Masculin féminin: 15 faits précis                    |
| 1967 | Michel Simon                                         | Az öregember és a gyerek                             | Le vieil homme et l’enfant                           |
| 1968 | Jean-Louis Trintignant                               | N/A                                                  | L’homme qui ment                                     |
| 1969 | Nem osztottak díjat.                                 | Nem osztottak díjat.                                 | Nem osztottak díjat.                                 |
| 1970 | A fesztivál félbeszakítása miatt a díjazás elmaradt. | A fesztivál félbeszakítása miatt a díjazás elmaradt. | A fesztivál félbeszakítása miatt a díjazás elmaradt. |
| 1971 | Jean Gabin                                           | A macska                                             | Le chat                                              |
| 1972 | Alberto Sordi                                        | A fogoly ítéletre vár                                | Detenuto in attesa di giudizio                       |
| 1973 | Nem osztottak díjat.                                 | Nem osztottak díjat.                                 | Nem osztottak díjat.                                 |
| 1974 |                                                      |                                                      |                                                      |
| 1975 | Vlastimil Brodský                                    | Hazudós Jakab                                        | Jakob der Lügner                                     |
| 1976 | Gerhard Olschewski                                   | N/A                                                  | Verlorenes Leben                                     |
| 1977 | Fernando Fernán Gómez                                | N/A                                                  | El anacoreta                                         |
| 1978 | Craig Russell                                        | Vérlázító                                            | Outrageous!                                          |
| 1979 | Michele Placido                                      | N/A                                                  | Ernesto                                              |
| 1980 | Andrzej Seweryn                                      | A karmester                                          | Dyrygent                                             |
| 1981 | Jack Lemmon                                          | N/A                                                  | Tribute                                              |
| 1981 | Anatolij Szolonyicin                                 | Huszonhat nap Dosztojevszkij életéből                | Двадцать шесть дней из жизни Достоевского            |
| 1982 | Michel Piccoli                                       | N/A                                                  | Une étrange affaire                                  |
| 1982 | Stellan Skarsgård                                    | Az együgyű gyilkos                                   | Den enfaldige mördaren                               |
| 1983 | Bruce Dern                                           | Bajnokcsapat                                         | That Championship Season                             |
| 1984 | Albert Finney                                        | Az öltöztető                                         | The Dresser                                          |
| 1985 | Fernando Fernán Gómez                                | N/A                                                  | Stico                                                |
| 1986 | Tuncel Kurtiz                                        | N/A                                                  | Hiuch Hagdi                                          |
| 1987 | Gian Maria Volonté                                   | N/A                                                  | Il caso Moro                                         |
| 1988 | Manfred Möck                                         | Egyik viseli a másik terhét                          | Einer trage des anderen Last...                      |
| 1988 | Jörg Pose                                            | Egyik viseli a másik terhét                          | Einer trage des anderen Last...                      |
| 1989 | Gene Hackman                                         | Lángoló Mississippi                                  | Mississippi Burning                                  |
| 1990 | Morgan Freeman                                       | Miss Daisy sofőrje                                   | Driving Miss Daisy                                   |
| 1990 | Iain Glen                                            | N/A                                                  | Silent Scream                                        |
| 1991 | Maynard Eziashi                                      | Mister Johnson                                       | Mister Johnson                                       |
| 1992 | Armin Mueller-Stahl                                  | N/A                                                  | Utz                                                  |
| 1993 | Denzel Washington                                    | Malcolm X                                            | Malcolm X                                            |
| 1994 | Tom Hanks                                            | Philadelphia – Az érinthetetlen                      | Philadelphia                                         |
| 1995 | Paul Newman                                          | Senki bolondja                                       | Nobody’s Fool                                        |
| 1996 | Sean Penn                                            | Ments meg, Uram!                                     | Dead Man Walking                                     |
| 1997 | Leonardo DiCaprio                                    | Rómeó + Júlia                                        | Romeo + Juliet                                       |
| 1998 | Samuel L. Jackson                                    | Jackie Brown                                         | Jackie Brown                                         |
| 1999 | Michael Gwisdek                                      | Éji mese                                             | Nachtgestalten                                       |
| 2000 | Denzel Washington                                    | Hurrikán                                             | The Hurricane                                        |
| 2001 | Benicio del Toro                                     | Traffic                                              | Traffic                                              |
| 2002 | Jacques Gamblin                                      | De Gaulle katonái                                    | Laissez-passer                                       |
| 2003 | Sam Rockwell                                         | Egy veszedelmes elme vallomásai                      | Confessions of a Dangerous Mind                      |
| 2004 | Daniel Hendler                                       | Elveszett ölelés                                     | El abrazo partido                                    |
| 2005 | Lou Taylor Pucci                                     | Ujj-függő                                            | Thumbsucker                                          |
| 2006 | Moritz Bleibtreu                                     | Elemi részecskék                                     | Elementarteilchen                                    |
| 2007 | Julio Chávez                                         | Valaki más                                           | El otro                                              |
| 2008 | Reza Najie                                           | A verebek dala                                       | Avaze gonjeshk-ha (آواز گنجشک‌ها)                     |
| 2009 | Sotigui Kouyaté                                      | London River                                         | London River                                         |
| 2010 | Grigorij Dobrigin                                    | A nyár, amikor megszépültem                          | Как я провёл этим летом                              |
| 2010 | Szergej Puszkepalisz                                 | A nyár, amikor megszépültem                          | Как я провёл этим летом                              |
| 2011 | Shahab Hosseini                                      | Nader és Simin – Egy elválás története               | Jodaeiye Nader az Simin (جدایی نادر از سیمین)        |
| 2011 | Babak Karimi                                         | Nader és Simin – Egy elválás története               | Jodaeiye Nader az Simin (جدایی نادر از سیمین)        |
| 2011 | Peyman Moadi                                         | Nader és Simin – Egy elválás története               | Jodaeiye Nader az Simin (جدایی نادر از سیمین)        |
| 2011 | Ali-Asghar Shahbazi                                  | Nader és Simin – Egy elválás története               | Jodaeiye Nader az Simin (جدایی نادر از سیمین)        |
| 2012 | Mikkel Boe Følsgaard                                 | Egy veszedelmes viszony                              | En kongelig affære                                   |
| 2013 | Nazif Mujić                                          | Epizód egy vasgyűjtő életéből                        | Epizoda u životu berača željeza                      |
| 2014 | Liao Fan (廖凡, Liao Fan)                            | Fekete szén, vékony jég                              | Paj zsi jenhuo (白日焰火, Bái rì yànhuǒ)             |
| 2015 | Tom Courtenay                                        | 45 év                                                | 45 Years                                             |
| 2016 | Majd Mastoura                                        | Hedi, a szabadság vonzása                            | Inhebbek Hedi (نحبّك هادي)                            |
| 2017 | Georg Friedrich                                      | N/A                                                  | Helle Nächte                                         |
| 2018 | Anthony Bajon                                        | N/A                                                  | La prière                                            |
| 2019 | Wang Jingchun                                        | Viszlát, fiam                                        | Ti csiu tien csang (地久天长, Di jiu tian chang)     |
| 2020 | Elio Germano                                         | El akartam rejtőzni                                  | Volevo nascondermi                                   |